# Amite megye
Amite megye az Amerikai Egyesült Államokban, azon belül Missisippi államban található. Megyeszékhelye Liberty, legnagyobb városa Gloster. Lakosainak száma 12 720 fő (2020. április 1.). Amite megye Franklin, Lincoln, Pike, Tangipahoa, St. Helena, East Feliciana és Wilkinson megyékkel határos.

## Népesség
A megye népességének változása:
| Lakosok száma | 13 116 | 13 154 | 12 966 | 12 899 | 12 574 | 12 720 |
|               | 2010   | 2011   | 2012   | 2013   | 2015   | 2020   |